# 除權日
除權日在股市指一個特定日期，如果某一上市公司宣佈派發紅利股份、紅利認股權證、以折讓價供股或派發其它有價權益，在除權日之前一日持有它的股票的人士（即股東）可享有該等權益，在除權日當日或以後才買入該公司股票的人則不能享有該等權益。
除權日與除息日是同一概念，兩者的差別只在於前者涉及非現金形式的權益，後者則涉及現金股息（包括可選擇收取新股代替現金的股息）。
由於在除權日當日買入股票的人已不能享有該次權益，交易所通常會在除權日開市前自動把該股票的上一交易日收市價扣減該等權益的價值，定為該股票的開市參考價。如果該等權益的價值被認為不重要，可以不作扣減。

## 內部連結
- 除息日
- 除息
- 除權